# Серебрянский (Волгоградская область)
Серебря́нский — хутор в Алексеевском районе Волгоградской области России. Входит в Краснооктябрьское сельское поселение.
Население — 0,15 тыс. жителей.
Посёлок расположен на севере района, в 12 км юго-западнее посёлка Красный Октябрь.
В хуторе находится начальная школа, магазин. Дорога с частичным  асфальтированным покрытием около 5 километров от хутора.
В окрестностях хутора — хорошие места для сбора грибов.

## История
По состоянию на 1918 год населённый пункт входил в  Хопёрский округ Области Войска Донского.